# Nai-Cau
Nai-Cau (Naicau) war ein Liurai, ein traditioneller Herrscher von Soro, in der heutigen osttimoresischen Gemeinde Ainaro.

## Leben
1907 gelang es Nai-Cau, Sohn von Tai-Mali, die Unabhängigkeit Soros vom Reich von Atsabe zu erkämpfen.
1912 unterstützte Nai-Cau, mit seinem Neffen Aleixo Corte-Real, die portugiesischen Kolonialherren, während der Rebellion von Manufahi gegen Boaventura, den aufständischen Liurai vom benachbarten Manufahi. Als Boaventura den portugiesischen Militärposten in Ainaro angriff, kam Nai-Cau den Portugiesen zur Hilfe. Wegen dieser Unterstützung wird Nai-Cau auf Timor auch als der Verräter-Liurai bezeichnet.